# Пропиофенон
Пропиофенон (1-фенил-1-пропанон, этилфенилкетон) — жирноароматический кетон, ближайший гомолог ацетофенона. Бесцветная жидкость с цветочным запахом, хорошо растворим в органических растворителях (этаноле, эфире, бензоле), плохо — в воде.
Пропиофенон образует азеотропные смеси с мета-крезолом (т. кип. 218,6 °C, 83 % по массе пропиофенона), пара-крезолом (т. кип. 219,7 °C, 83,8 % пропиофенона).
По химическим свойствам пропиофенон является типичным представителем кетонов, легко образуя с гидроксиламином оксим (т. пл. 53-55 °C) и с гидразинами — гидразоны (2,4-динитрофенилгидразон, т. пл. 187-189 °C).
Подобно алифатическим и жирноароматическим кетонам, пропиофенон легко хлорируется и бромируется в α-положение по отношению к карбонильной группе.

## Синтез
В промышленности пропиофенон получают ацилированием бензола хлорангидридом пропионовой кислоты по реакции Фриделя-Крафтса (выход 84 %) или газофазной конденсацией бензойной и пропионовой кислот при 400-500 °C в над MnO2, Fe2O3, CaCO3 или ТiO2.

## Применение
Пропиофенон — полупродукт при синтезе некоторых лекарственных препаратов (например, эфедрина). Фиксатор запаха в парфюмерии.